# Lijst van beelden in Hoogeveen
Dit is een (onvolledige) chronologische lijst van beelden in Hoogeveen. Onder een beeld wordt hier verstaan elk driedimensionaal kunstwerk in de openbare ruimte van de Nederlandse gemeente Hoogeveen, waarbij beeld wordt gebruikt als verzamelbegrip voor sculpturen, standbeelden, installaties, gedenktekens en overige beeldhouwwerken.
Voor een volledig overzicht van de beschikbare afbeeldingen zie: Beelden in Hoogeveen op Wikimedia Commons.
| Geplaatst | Omschrijving                                                 | Kunstenaar                                          | Straat                                                                                                 | Plaats          | Materiaal                 | Afbeelding |
| --------- | ------------------------------------------------------------ | --------------------------------------------------- | --- | --------------- | ------------------------- | ---------- |
| 1940      | Wapen van Hoogeveen                                          | onbekend                                            | Raadhuisplein                                                                                          | Hoogeveen       | natuursteen               |            |
| 1949      | Verzetsmonument                                              | Firma L. Petit                                      | Raadhuisplein                                                                                          | Hoogeveen       | natuursteen               |            |
| 1961      | zonder titel (mozaïek) (De slapende Jacob en diens visioen.) | Berend Hendriks (ontwerp), René Karrer (uitvoering) | Tussen De Vos van Steenwijklaan en het Menso Altinghof, in een resterende muur van de vroegere school. | Hoogeveen       | steen                     |            |
| 1962      | Joods monument                                               | Wim van den Hoek                                    | Zuiderweg                                                                                              | Hoogeveen       | koper                     |            |
| 1964      | De Veenmol                                                   | Willem Valk                                         | gemeentehuis                                                                                           | Hoogeveen       | brons                     |            |
| 1964      | zonder titel (mozaïek)                                       | onbekend                                            | Beukemastraat, aan gevel basisschool het Koraal                                                        | Hoogeveen       | keramiek                  |            |
| 1967      | De Tamboer                                                   | Gooitzen de Jong                                    | De Tamboer                                                                                             | Hoogeveen       | brons                     |            |
| 1970      | zonder titel ('Vleugelmoeren')                               | Wladimir de Vries                                   | Wolfsbosstraat                                                                                         | Hoogeveen       | brons                     |            |
| 1970      | De Haan                                                      | Frank Letterie                                      | Ziekenhuis Bethesda                                                                                    | Hoogeveen       | brons                     |            |
| 1971      | Trommelslager                                                | Johan Sterenberg                                    | Kleine Kerkstraat, voor de Grote Kerk                                                                  | Hoogeveen       | brons                     |            |
| 1973      | De Veenarbeider                                              | Auke Hettema                                        | Voltastraat                                                                                            | Hoogeveen       | brons                     |            |
| 1973      | De Koppeling                                                 | Jan Fidom                                           | Meester Harm Smeengelaan, op het viaduct De Koppeling                                                  | Hoogeveen       | polyester                 |            |
| 1973      | Netwerk                                                      | Edo Staudt                                          | Het Haagje                                                                                             | Hoogeveen       | rvs                       |            |
| 1973      | zonder titel                                                 | Erwin Somers                                        | Carstenstraat, voor "De Brug"                                                                          | Hoogeveen       | cortenstaal               |            |
| 1975      | Turfgravers                                                  | Han Wezelaar                                        | Burgemeester Tjalmapark                                                                                | Hoogeveen       | brons                     |            |
| 1982      | Turfschipper, ook wel Schippersmonument genoemd              | Arie Teeuwisse                                      | Het Kruis                                                                                              | Hoogeveen       | brons                     |            |
| 1985      | Verzetsmonument                                              | Paul Hulskamp                                       | Oostopgaande, hoek Brugstraat                                                                          | Nieuwlande      | rvs                       |            |
| 1985      | zonder titel                                                 | Carlo Kroon                                         | Wolfsbosstraat                                                                                         | Hoogeveen       | rvs                       |            |
| 1986      | Cirkel                                                       | Piet Killaars                                       | Schutlandenweg 1-5                                                                                     | Hoogeveen       | kunststof                 |            |
| 1987      | Scapino                                                      | Arie Teeuwisse                                      | De Tamboer                                                                                             | Hoogeveen       | brons                     |            |
| 1987      | Pulcinella                                                   | Arie Teeuwisse                                      | De Tamboer                                                                                             | Hoogeveen       | brons                     |            |
| 1987      | De Pullevaarder                                              | Onno de Ruijter                                     | Dorpsstraat, hoek Carstenswijk                                                                         | Elim            | brons                     |            |
| 1988      | De Belhamel                                                  | Adri de Waard                                       | Ziekenhuis Bethesda                                                                                    | Hoogeveen       | brons                     |            |
| 1988      | Pantalone                                                    | Arie Teeuwisse                                      | De Tamboer                                                                                             | Hoogeveen       | brons                     |            |
| 1989      | Colombina                                                    | Arie Teeuwisse                                      | De Tamboer                                                                                             | Hoogeveen       | brons                     |            |
| 1989      | De Bron                                                      | Meri Matacin                                        | bij ziekenhuis Bethesda                                                                                | Hoogeveen       | brons, messing, beton     |            |
| 1990      | Geel, groen, rood                                            | Paul Hulskamp                                       | De Vos van Steenwijklaan, bij vroegere Rendo                                                           | Hoogeveen       | staal met poedercoating   |            |
| 1991      | De Sluiswachter                                              | Onno de Ruijter                                     | Noordscheschutsluis                                                                                    | Noordscheschut  | brons                     |            |
| 1991      | Kruiwagen                                                    | Jan Pieter de Graaf                                 | Steenbergerpark                                                                                        | Hoogeveen       | staal                     |            |
| 1992      | zonder titel                                                 | Ko Vester                                           | Wolfsbosstraat, voor "De Meander"                                                                      | Hoogeveen       |                           |            |
| 1993      | Cilie de Nevelhekse                                          | Alice Top                                           | 't Hoekje                                                                                              | Hollandscheveld | brons                     |            |
| 1994      | De Blikvanger                                                | Johan Fieten en Hans Snackers                       | 't Hoekje                                                                                              | Hollandscheveld | rvs                       |            |
| 1995      | Cascade                                                      | Karin Daan                                          | Hoofdstraat                                                                                            | Hoogeveen       | beton                     |            |
| 1995      | Beginbeeld                                                   | Roberto Ruggiu                                      | Hoofdstraat                                                                                            | Hoogeveen       | Braziliaans Azul Boquira  |            |
| 1995      | Eindbeeld                                                    | Roberto Ruggiu                                      | Hoofdstraat                                                                                            | Hoogeveen       | Braziliaans Azul Boquira  |            |
| 1996      | K3                                                           | Egbert J. Bos                                       | rotonde Zuidwoldigerweg                                                                                | Hoogeveen       |                           |            |
| 1997      | Lichtsculptuur Zonder titel                                  | Jan van Munster                                     | Hoofdstraat De Tamboer                                                                                 | Hoogeveen       | Neondraad                 |            |
| 1999      | De Tas                                                       | Gert Jan Mulder                                     | Hoofdstraat/ Tamboerpassage                                                                            | Hoogeveen       | staal                     |            |
| 1999      | Lichtsculptuur Un-Dun-Dip                                    | Carlo Kroon                                         | Museumlaantje                                                                                          | Hoogeveen       | Neondraad                 |            |
| 2000      | De Watercirkel                                               | Marte Röling                                        | Hoofdstraat De Tamboer                                                                                 | Hoogeveen       | Glasvezel                 |            |
| 2002      | De turenden                                                  | Sjer Jacobs                                         | Ziekenhuis Bethesda                                                                                    | Hoogeveen       | natuursteen               |            |
| 2003      | Oorlogsmonument                                              | Albert Geertjes                                     | Spaarbankbos                                                                                           | Hoogeveen       | cortenstaal               |            |
| 2004      | Draagt elkanders lasten                                      |                                                     | Schutstraat/van Limburg Stirumstraat                                                                   | Hoogeveen       |                           |            |
| 2007      | Velden van nevel                                             | Rudi van de Wint                                    | A28 (op geluidswal Erflanden)                                                                          | Hoogeveen       | aluminium                 |            |
| 2010      | Velden van nevel                                             | Rudi van de Wint                                    | A37 (op geluidswal Buitenvaart)                                                                        | Hoogeveen       | aluminium                 |            |
| 2010      | Velden van nevel                                             | Rudi van de Wint                                    | A28 (bij oprit 27)                                                                                     | Fluitenberg     | aluminium                 |            |
| 2007      | De lichtnaald                                                | Rudi van de Wint                                    | A28 (afslag Hoogeveen)                                                                                 | Hoogeveen       | koper                     |            |
| 2008      | De kerk op de rotonde                                        | Filip Jonker                                        | rotonde Middenveldweg                                                                                  | Hoogeveen       | cortenstaal               |            |
| 2008      | Boom                                                         | Carla Veltman-Verhoeven                             | Van Limburg Stirumstraat                                                                               | Hoogeveen       | cortenstaal               |            |
| 2010      | Pieter Cornelis Marinus van de Velde (1897-1945)             | Daphné Du Barry                                     | Ziekenhuis Bethesda                                                                                    | Hoogeveen       | brons                     |            |
| 2012      | Remind me of the things we do                                | Jurrian van den Haak                                | Vliegveldweg                                                                                           | Hoogeveen       | cortenstaal               |            |
| 2017      | Gaudí-bankjes                                                | Geert Oldenbeuving                                  | Hoofdstraat                                                                                            | Hoogeveen       | beton en mozaïeksteentjes |            |
| 2020      | Spiegelkraan                                                 | Lodewijk Baljon                                     | Hoofdstraat                                                                                            | Hoogeveen       | hout en spiegelglas       |            |
| onbekend  | Zonder titel                                                 | onbekend                                            | Van Limburg Stirumstraat                                                                               | Hoogeveen       | metaal                    |            |